# Gavina de la Patagònia
La gavina de la Patagònia (Chroicocephalus maculipennis) és un ocell marí de la família dels làrids (Laridae) que habita costes, llacs, rius i pantans des del centre de Xile, nord-est de l'Argentina i Uruguai, cap al sud fins Terra del Foc i les illes Malvines, arribant fins al nord de Xile i el sud del Brasil durant l'hivern austral.